# Stadion Muammara Kaddáfího
Stadion Muammara Kaddáfího (západopaňdžábsky: قذافی سٹیڈیم, anglicky: Gaddafi Stadium) je kriketovým stadionem nalézajícím se ve městě Láhaur v Pákistánu, na kterém hraje svoje domácí zápasy pákistánská reprezentace a 2 láhaurské kluby z Pákistánské kriketové superligy Lions a Eagles.

## Výstavba a přestavba
Stadion byl vybudován v roce 1959 dagestánským architektem Nasreddinem Murat-Khanem a pojmenován Lahore Stadium. V roce 1974 byl přejmenován na počest libyjského vůdce plukovníka Muammara Kaddáfího a v letech 1995–96 přestavěn k potřebám Mistrovství světa v kriketu 1996 architektem Nayyarem Alim Dadou. Dada obehnal stadion červenou zdí, nainstaloval plastová sedadla místo stávajících betonových lavic, uzavřel spodní prostory tribuny a vybudoval v nich obchody, restaurace a kanceláře a vybavil stadion moderními reflektory umělého osvětlení s vlastním zdrojem záložní energie. Stadion má kapacitu 60 000 diváků.

## Významné zápasy a události
Prvním zápasem odehraným na stadionu bylo přátelské utkání mezi domácím Pákistánem a Austrálií dne 21. listopadu 1959. V roce 1996 Pákistán spolupořádal Mistrovství světa v kriketu a na stadionu se odehrála celkem 4 utkání včetně finále mezi Srí Lankou a Austrálií, které se odehrálo dne 17. června 1996, a ve kterém nakonec zvítězila Srí Lanka v poměru 245/3:241/7. Další významnou událostí byl teroristický útok na srílanskou kriketovou reprezentaci, ke kterému došlo 3. března 2009 na náměstí Svobody v Láhauru pouhých 500 metrů od stadionu, kde se v ten den měl odehrát přátelský zápas Pákistán – Srí Lanka. Při útoku bylo zraněno celkem 7 hráčů Srí Lanky a asistent trenéra Paul Fabrace, dále byl také zraněn rezervní rozhodčí zápasu Ahsan Raza, o život přišlo 8 lidí (6 pákistánských policistů a 2 civilisté).